# Lucullus
Pour les articles homonymes, voir Lucius Licinius Lucullus.
Lucius Licinius Lucullus, né en 118 av. J.-C., mort en 56 av. J.-C., est un homme d'État et général romain.
Il est un ami de Sylla, sous lequel il sert lors de la première guerre mithridatique. Au cours de la troisième guerre mithridatique, il vainc les armées du Pont et d'Arménie. Excellent général, vainqueur à Tigranocerta, il n'est pourtant pas apprécié par ses soldats, dont les mutineries l'empêchent de mener la guerre à son terme.

## Biographie

### Jeunesse etcursus honorum
Lucullus appartenait à l'éminente gens Licinia et à la famille des Luculli, qui a pu descendre de l'ancienne noblesse de Tusculum. Il était petit-fils de Lucius Licinius Lucullus (consul en 151 av. J.-C.) et fils de Lucius Licinius Lucullus (préteur environ 104 av. J.-C.).
Jeune, Lucullus se distingue avec son frère en attaquant en justice l'accusateur qui avait fait condamner son père pour détournement de fonds publics durant sa préture en 104 av. J.-C. Ils perdent le procès, mais leur action est considérée comme un acte de piété filiale. Lucullus prend part à la guerre sociale entre 90 et 88 av. J.-C., au côté de Sylla dont il est l'ami et légat,. Lucullus ensuite suit un cursus honorum atypique : il est élu questeur en 88 av. J.-C. et lorsque Sylla conduit ses légions à Rome pour en chasser Marius, Lucullus est le seul de ses officiers à accepter de s'associer à l'entreprise. Il l'accompagne ensuite en Asie où il sert sous ses ordres pendant plusieurs années au cours de la première guerre mithridatique. Alors qu'il est encore en Orient, il est élu à Rome édile, puis sans attendre le délai d'un an entre deux magistratures, il devient préteur en 78 av. J.-C. Au moment de la mort de Sylla la même année, son fidèle ami Lucullus n'est pas oublié : par son testament l'ancien dictateur lui a confié la tutelle de ses enfants ainsi que le soin de revoir et de publier ses Mémoires. Il est ensuite propréteur de la province d'Afrique, vraisemblablement de 77 à 75 av. J.-C. Il est élevé au consulat en 74 av. J.-C..

### Troisième guerre mithridatique
Lors de l'attribution des gouvernements de province, il reçoit la Gaule cisalpine, mais, poussé par l'ambition, il souhaite mieux. Lorsque le proconsul de Cilicie, Lucius Octavius, décède inopinément, il manœuvre pour se faire attribuer cette province et pouvoir diriger la guerre contre Mithridate VI, roi du Pont. En 74 av. J.-C. les sénateurs lui confient le gouvernement de Cilicie.
Il parvient à Mithridate VI de Bithynie et d'Asie, assiège et occupe Apamée-Myrléa, installe son état-major à Nicomédie en 72 av. J.-C., puis conquiert le royaume du Pont en 71 av. J.-C. Lorsque Mithridate se réfugie auprès de son gendre Tigrane II, roi d'Arménie, Lucullus saisit l'occasion pour envahir ce pays. Après avoir écrasé une armée arménienne très supérieure en nombre, il prend la capitale, Tigranocerte. Il ne parvient pourtant pas à vaincre totalement Tigrane et Mithridate. Sa progression devient lente et difficile, avec des mutineries chez ses soldats pour des raisons obscures (comportement tyrannique de Lucullus ? Complot des populares contre un aristocrate dont le mentor est Sylla ?). En 67 av. J.-C., Pompée est désigné par le Sénat romain pour reprendre la direction des opérations militaires, ce qui cause une vive rancœur chez Lucullus.

### Retraite
Alors qu'il est rentré à Rome avec une immense fortune, estimée à plus de cent millions de sesterces, une nouvelle humiliation vient s'ajouter à ses déboires orientaux. En 66, il se voit frustré des honneurs du triomphe, auquel ses victoires sur Mithridate lui donnaient droit. Un tribun de la plèbe nommé Caius Memmius persuade l'assemblée de le lui refuser, sous prétexte qu'il aurait détourné du butin et fait à dessein traîner la guerre en longueur. Il est peu probable que Memmius — qui avait épousé la fille de Sylla, dont Lucullus était le tuteur — se soit attaqué à lui pour des raisons personnelles, mais plutôt, comme l'avance Plutarque, pour plaire à Pompée. Le triomphe de Lucullus n'est célébré qu'en 63 lors du consulat de Cicéron, après trois ans d'attente hors des murs de Rome, car un postulant au triomphe, pour conserver sa qualité de commandant militaire, ne pouvait pas franchir le périmètre sacré du pomœrium.
Retiré de la vie publique, il se rend célèbre par le faste de son train de vie et de sa table. Son nom reste aussi attaché à ses magnifiques jardins à Rome (sur l'emplacement desquels a été construite la villa Médicis). Plutarque rapporte avec désapprobation ce luxe, et lui attribue d'avoir fait reproche à son cuisinier qui n'avait préparé qu'un repas simple en l'absence d'invités, en lui déclarant : « ce soir, Lucullus dîne chez Lucullus ». On lui attribue l'acclimatation du cerisier aigre d'Asie en Italie.
Il meurt à une date indéterminée que les auteurs modernes placent entre mi-décembre 57 et mi-janvier 56 av. J.-C., lentement miné par une dégénérescence mentale. Un auteur moderne a évoqué l'hypothèse qu'il souffrait de la maladie d'Alzheimer. Plutarque rapporte un détail qu'il dit tenir de Cornélius Népos : pour se faire aimer de Lucullus, un de ses affranchis, Callisthène, lui aurait administré un philtre qui aurait eu l'effet de lui faire perdre la raison. Pline l'Ancien  aussi indique que Lucullus serait mort de l'effet d'un philtre.

### Épouses et descendance
Lucullus se maria et divorça deux fois. L'inconduite de sa première épouse, Clodia, était notoire. Dans le Pour Milon, Cicéron évoque l'inceste dont elle se rendit coupable avec son frère Publius Clodius Pulcher. Lucullus la répudia après son retour d'Orient. Peu après, il épousa Servilia, sœur de Caton, qui lui donna un fils nommé Marcus. Elle était aussi débauchée que sa première épouse : le seul vice qui lui manquait, note ironiquement Plutarque, étant de ne pas avoir été corrompue par son frère. Il divorça finalement d'elle lorsqu'il abandonna la politique.

### Dans la littérature antique
Cicéron, qui était son ami, fait de Lucullus un des protagonistes du dialogue des Académiques, où il présente la philosophie d'Antiochos d'Ascalon, qui avait fait partie de son entourage lors de son séjour en Orient. Cicéron livre un résumé élogieux de sa carrière, et rapporte parmi ses talents qu'il possédait une excellente mémoire des faits. Plutarque, originaire de Chéronée, poussé par la reconnaissance envers Lucullus qui avait défendu ses concitoyens, a écrit sa biographie dans ses Vies, en parallèle avec celle du Grec Cimon.

## Citation
On trouve mention de lui dans les Olympiades de Phlégon, citées par Photius, au sujet des 177e Jeux olympiques (dans les années 70 avant notre ère) :

« À cette époque, Lucullus assiégeait Amisos, mais ayant laissé Muréna avec deux légions pour mener le siège, lui-même en conduisit trois autres contre le territoire de Cabiri, où il prit ses quartiers d'hiver. Il ordonna aussi à Hadrien de guerroyer contre Mithridate, qui fut battu. […] Durant la 4e année de cette olympiade, Tigrane et Mithridate, ayant rassemblé une armée de 40 000 fantassins et 30 000 cavaliers et l'ayant organisée à la romaine, affrontèrent Lucullus et furent battus ; Tigrane perdit 5 000 tués et beaucoup de prisonniers en plus d'une foule méprisable. »